# Jakub Rada
Jakub Rada (* 5. května 1987, Praha) je český fotbalový záložník a bývalý reprezentant, od února 2020 hráč mužstva FC Hradec Králové. Mimo Česko působil na klubové úrovni na Slovensku. Jedná se o kreativního fotbalistu, který skvěle rozehrává standardní situace.

## Klubová kariéra

### AC Sparta Praha
Je odchovancem Sparty Praha, kde v roce 1993 začal svoji fotbalovou kariéru. V průběhu sezony 2006/07 se propracoval do seniorské kategorie, avšak za první mužstvo nenastoupil během celého působení k žádnému ligovému zápasu. Hrál za pouze za "béčko" ve druhé či třetí lize nebo působil na hostováních v jiných klubech.

### SK Kladno (hostování)
Před jarem 2007/08 zamířil hostovat do v té době prvoligového týmu SK Kladno. Ligový debut v dresu Kladna si odbyl ve 30. kole hraném 17. května 2008 v souboji s mužstvem FK Teplice, nastoupil na celých devadesát minut a po závěrečném hvizdu slavil se svými spoluhráči vítězství 1:0 na domácím stadionu. Jednalo se o jeho jediný start v lize v daném ročníku, ve kterém bojoval se svým klubem úspěšně o záchranu.

### ŠK Slovan Bratislava (hostování)
V podzimní části sezony 2008/09 působil na hostování na Slovensku ve Slovanu Bratislava. Za bratislavský tým odehrál pouze dva ligové zápasy. Na jaře 2009 získal Slovan mistrovský titul, na kterém se Rada částečně podílel.

### Bohemians Praha 1905

#### Sezóna 2012/13
V létě 2012 odešel do mužstva Bohemians 1905, kam přišel hostovat ze Sparty. Ke svému prvnímu utkání v lize za "klokany" nastoupil 5. 8. 2012 v derby proti střížkovským Bohemians (remíza 0:0), odehrál celé střetnutí. Poprvé v lize v tomto ročníku skóroval v šestém kole v souboji s klubem 1. SC Znojmo FK, když dal v 70. minutě jediný a tudíž vítězný gól zápasu. Svoji druhou ligovou branku v sezoně 2012/13 zaznamenal proti týmu 1. HFK Olomouc (výhra 2:0), ve třetí minutě otevřel gólový účet střetnutí. Následně se střelecky prosadil v lize až 12. května 2013 ve 27. kole v souboji s mužstvem FK Ústí nad Labem (výhra 3:0). O dvě kola později dal gól počtvrté v lize v tomto ročníku, stalo tak v 69. minutě v odvetě s klubem 1. HFK Olomouc. Bohemians tehdy i díky němu vyhráli doma vysoko 5:1. V průběhu jarní části sezony s "Bohemkou" postoupil do první ligy, do které se vršovický celek vrátil po roce. V ročníku odehrál celkem 29 ligových zápasů.

#### Sezóna 2013/14
V létě 2013 bylo jeho hostování nejprve prodlouženo, ale 20. 9. 2013 se stal kmenovým hráčem týmu a dohodl se s jeho vedením na kontraktu do konce roku 2015. Svoji první ligovou branku v ročníku vsítil 4. listopadu 2013 v souboji s mužstvem FK Mladá Boleslav, když v 67. minutě srovnával na konečných 1:1. Podruhé a potřetí v lize v sezoně 2012/13 se střelecky prosadil proti Baumitu Jablonec, trefil se v 61. a 90. minutě. Bohemians i kvůli němu otočili utkání z 0:1 na 2:1 na půdě soupeře a udělali velký krok k záchraně v nejvyšší soutěži. K definitivnímu zajištění prvoligové příslušnosti s pražským klubem docílil v posledním 30. kole v lize. S Bohemians tehdy v něm remizoval s Viktorií Plzeň 0:0 a udrželi tak jednobodový náskok před 15. týmem tabulky Sigmou Olomouc, která v souběžně hraném utkání se Slovanem Liberec remizovala 1:1. Během roku odehrál 28 ligových střetnutí.

#### Sezóna 2014/15
V září 2014 podepsal s "Bohemkou" novou tříletou smlouvu. Svého prvního gólu v lize v tomto ročníku za ní dosáhl 4. 10. 2014 v souboji s Dynamem České Budějovice, když v 73. minutě zvyšoval na konečných 3:0. Podruhé v sezoně 2014/15 v lize skóroval v domácím zápase s týmem 1. FC Slovácko, vršovické mužstvo ale prohrálo se soupeřem v poměru 1:2. V rozmezí 24. až 26. kola si připsal na své konto celkem čtyři ligové branky. Prosadil se v odvetách, nejprve dvakrát do sítě Dynama České Budějovice (výhra 3:2) a jednou v souboji se Slovanem Liberec (remíza 1:1). Celkem v ročníku nastoupil ke všem 30 ligovým duelům.

### FK Mladá Boleslav

#### Sezóna 2015/16
V červenci 2015 přestoupil z "Bohemky" do mužstva FK Mladá Boleslav, kde se stal mj. spoluhráčem Milana Baroše. S klubem, který o něj měl zájem již o půl roku dříve podepsal pětiletý kontrakt. Krátce po svém příchod se se středočechy představil ve druhém předkole Evropské ligy UEFA 2015/2016, ve kterém s Boleslaví vypadl po domácí prohře 1:2 a venkovní výhře 1:0 s norským celkem Strømsgodset IF.
Debut v lize v dresu Mladé Boleslavi absolvoval v úvodním kole hraném 26. července 2015 proti Slovanu Liberec. Nastoupil na celých 90 minut, ale porážce 2:4 na venkovní hřišti nezabránil. Svoji první ligovou branku v této sezoně dal ve 13. kole v souboji s Vysočinou Jihlava při vysokém domácím vítězství 5:1. Podruhé v ročníku 2015/16 v lize skóroval 5. 3. 2016 proti Slavii Praha (výhra 2:1), když v 85. minutě zvyšoval na 2:0. Následně se střelecky prosadil v ligovém zápase s klubem 1. FK Příbram (výhra 3:2). Svůj čtvrtý a pátý ligový gól v této sezoně si "schoval" na 14. května 2016 na poslední 30. ligové kole do odvetného duelu se Slovanem Liberec. Trefil se v 19. a 76. minutě a Boleslav i díky němu získala z utkání bod za remízu 2:2. Na jaře 2016 došel s Mladou Boleslaví až do finále domácím poháru, kde s FK porazil na Stadionu Na Stínadlech tým FK Jablonec v poměru 2:0 a získal s ní tuto trofej. Během roku odehrál v lize 26 utkání.

#### Sezóna 2016/17
S Mladou Boleslaví nastoupil ve třetím předkole Evropské ligy 2016/2017, kde se svým celkem vypadl s týmem FK Škendija ze Severní Makedonie (prohra venku 0:2 a výhra doma 1:0). V ročníku v lize prakticky vůbec nehrál, jelikož byl dlouhodobě zraněný. V lize si připsal starty pouze v prvním až v pátém ligovém kole, avšak dal v nich dvě branky. Konkrétně 7. 8. 2016 v souboji s Příbramí (výhra 1:0) a o šest dní později proti klubu MFK Karviná (prohra 1:2).

#### Sezóna 2017/18
S klubem z města automobilů si zahrál již třetí sezonu v řadě v předkolech EL, kde FK tentokrát přešlo po výhrách venku 3:2 a doma 2:0 přes irský tým Shamrock Rovers FC a následně vypadlo ve třetím předkole v souboji s mužstvem KF Skënderbeu Korçë z Albánie po výhře doma 2:1 a prohře venku 1:3 po prodloužení. V sezoně zaznamenal celkem 15 ligových střetnutí, připsal si i jeden start za juniorku.

### FC Spartak Trnava (hostování)
V létě 2018 odešel z Boleslavi na rok hostovat s předkupním právem do slovenského klubu FC Spartak Trnava, úřadujícího mistra z ročníku 2017/18. Se Spartakem postoupil přes bosenský tým HŠK Zrinjski Mostar (výhra doma 1:0 a remíza venku 1:1) a mužstvo Legia Warszawa z Polska (výhra venku 2:0 a prohra doma 0:1) do třetího předkola Ligy mistrů UEFA 2018/2019. V něm s Trnavou vypadl se srbským celkem FK Crvena zvezda z Bělehradu po venkovní remíze 1:1 a domácí prohře 1:2 po prodloužení a s klubem byl přesunut do čtvrtého předkola neboli play-off Evropské ligy UEFA 2018/2019, ve kterém se Spartakem Trnava postoupil přes tým NK Olimpija Lublaň ze Slovinska (výhra 2:0 venku a remíza 1:1 doma) poprvé v historie mužstva do skupinové fáze Evropské ligy. Se Spartakem se představil v základní skupině D, kde skončil s Trnavou v konfrontaci s kluby RSC Anderlecht (Belgie), Fenerbahçe SK (Turecko) a GNK Dinamo Záhřeb (Chorvatsko) na třetím místě tabulky a do jarní vyřazovací fáze s ní nepostoupil. Poprvé v lize za tento slovenský tým nastoupil v pátém kole hraném 18. 8. 2018 v souboji s týmem FC Nitra (remíza 0:0), nastoupil na celých devadesát minut. Svůj první ligový gól během tohoto angažmá vsítil 3. listopadu 2018 proti mužstvu FK Železiarne Podbrezová (výhra 2:0), když ve 14. minutě dával na 1:0. Se Spartakem získal na jaře 2019 domácí pohár. Během roku zaznamenal celkem 11 zápasů v lize.

### Bohemians Praha 1905 (návrat)
Před sezonou 2019/20 se vrátil do Česka a stal se po čtyřech letech posilou vršovické "Bohemky", se kterou uzavřel smlouvu do léta 2020 s opcí na prodloužení spolupráce. Obnovenou ligovou premiéru si zde odbyl ve třetím kole v souboji s Příbramí. Na hrací plochu přišel v 86. minutě namísto Jana Vodháněla, ale venkovní prohře 2:3 nezabránil. Poprvé a zároveň naposledy v lize po návratu do Bohemians skóroval proti Dynamu České Budějovice, v 85. minutě snižoval na konečných 2:3 z pohledu "klokanů". Na podzim 2019 za "Bohemku" odehrál překvapivě pouze osm ligových utkání, tehdejší kouč Luděk Klusáček dával prostor převážně jiným fotbalistům. Jeden duel si připsal za rezervu tehdy hrající třetí ligu.

### FC Hradec Králové

#### Sezóna 2019/20
Na konci přestupního období v zimě 2019/20 zamířil na hostování do 30. 6. 2020 s předkupním právem do v té době druholigového klubu FC Hradec Králové, který o něj projevil zájem již o půl roku dříve. V lize v dresu Hradce debutoval v 17. kole hraném 8. března 2020 v souboji s tehdejším nováčkem brněnským týmem SK Líšeň (remíza 1:1), nastoupil na celé střetnutí. Svůj první a zároveň jediný ligový zásah v ročníku 2018/20 zaznamenal proti Fotbalu Třinec (remíza 2:2), když ve 26. minutě vyrovnával z pokutového kopu na 1:1. V jarní části sezony absolvoval celkem 11 střetnutí v lize.

#### Sezóna 2020/21
V létě 2020 se stal kmenový hráčem Hradce Králové. Od listopadu 2020 měl zdravotní problémy, po nichž poprvé v lize hrál až 29. 3. 2021 proti Jihlavě (výhra 4:0). Poprvé v lize v tomto ročníku se střelecky prosadil 14. 4. 2021, kdy dal dvě branky z penalt do sítě mužstva FC MAS Táborsko a s "Votroky" vyhrál doma 3:0. Svůj třetí ligový zásah v sezoně 2020/21 zaznamenal v následujícím 19. kole v souboji s Třincem, když ve 33. minutě vsítil z pokutového kopu jedinou a tudíž vítěznou branku zápasu. Na jaře 2021 po 23. kole hraném 8. května 2021 postoupil s Hradcem po výhře 2:1 nad Duklou Praha z prvního místa tabulky do nejvyšší soutěže, kam se "Votroci" vrátili po čtyřech letech.

## Klubové statistiky
Aktuální k 24. srpnu 2023
| Sezona    | Klub                         | Soutěž             | Zápasy | Góly |
| --------- | ---------------------------- | ------------------ | ------ | ---- |
| 2006/2007 | AC Sparta Praha B            | ČFL                | –      | –    |
| 2007/2008 | AC Sparta Praha B            | ČFL                | –      | –    |
| 2007/2008 | SK Kladno (host.)            | Gambrinus liga     | 1      | 0    |
| 2008/2009 | ŠK Slovan Bratislava (host.) | Corgoň liga        | 2      | 0    |
| 2008/2009 | AC Sparta Praha B            | 2. liga            | –      | 3    |
| 2009/2010 | AC Sparta Praha B            | 2. liga            | 13     | 3    |
| 2010/2011 | AC Sparta Praha B            | 2. liga            | 26     | 1    |
| 2011/2012 | AC Sparta Praha B            | 2. liga            | 25     | 4    |
| 2012/2013 | Bohemians 1905 (host.)       | FNL                | 29     | 4    |
| 2013/2014 | Bohemians Praha 1905         | Gambrinus liga     | 28     | 3    |
| 2014/2015 | Bohemians Praha 1905         | Synot liga         | 30     | 5    |
| 2015/2016 | FK Mladá Boleslav            | Synot liga         | 26     | 5    |
| 2016/2017 | FK Mladá Boleslav            | ePojisteni.cz liga | 5      | 2    |
| 2017/2018 | FK Mladá Boleslav            | HET liga           | 15     | 0    |
| 2018/2019 | FC Spartak Trnava (host.)    | Fortuna liga       | 11     | 1    |
| 2019/2020 | Bohemians Praha 1905         | Fortuna:Liga       | 8      | 1    |
| 2019/2020 | FC Hradec Králové (host.)    | Fortuna:NL         | 11     | 1    |
| 2020/2021 | FC Hradec Králové            | Fortuna:NL         | 18     | 3    |
| 2021/2022 | FC Hradec Králové            | Fortuna:Liga       | 33     | 9    |
| 2022/2023 | FC Hradec Králové            | Fortuna:Liga       | 29     | 2    |
| 2023/2024 | FC Hradec Králové            | Fortuna:Liga       |        |      |

## Reprezentační kariéra
24. 3. 2016 debutoval pod tehdejším trenérem Pavlem Vrbou v A-mužstvu České republiky v přátelském utkání v Praze proti reprezentaci Skotska (porážka 0:1), na trávník přišel místo Vladimíra Daridy v 87. minutě.

### Reprezentační zápasy
Zápasy Jakuba Rady v A-týmu české reprezentace
| 2016                | 2 | 0 |
| Celkem              | 2 | 0 |
| Platí k 30. 3. 2016 |   |   |